# LXXXX. Armeekorps
LXXXX. Armeekorps var en tysk armékår under andra världskriget. Kåren sattes upp den 17 november 1942 och omorganiserades 19 november 1944.

## Operation Nordwind

### Organisation
Armékårens organisation den 31 december 1944:
- 257. Volksgrenadier-Division

## Befälhavare
Kårens befälhavare:
- General der Flieger Erich Petersen 19 november 1944 - maj 1945

Stabschef: